# Alcimochthes limbatus
Espèce
Synonymes
- Lysiteles hongkong Song, Zhu & Wu, 1997
- Lysiteles guangxiensis He & Hu, 1999
- Tmarus shuquianglii Barrion, Barrion-Dupo & Heong, 2013

Alcimochthes limbatus est une espèce d'araignées aranéomorphes de la famille des Thomisidae.

## Distribution
Cette espèce se rencontre en Chine, au Japon, à Taïwan, au Viêt Nam, en Malaisie et à Singapour.

## Description
Le mâle syntype mesure 4 mm et la femelle syntype 5 mm.

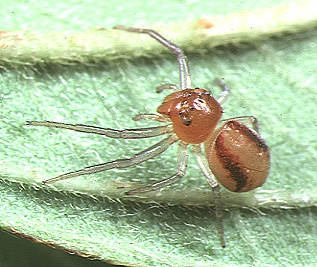
Alcimochthes limbatus ♀

Le mâle décrit par Yin, Peng, Yan, Bao, Xu, Tang, Zhou et Liu en 2012 mesure 3,00 mm et la femelle 5,10 mm.

## Systématique et taxinomie
Cette espèce a été décrite par Simon en 1886.
Lysiteles guangxiensis a été placée en synonymie par Tang et Li en 2010.
Tmarus shuquianglii a été placée en synonymie par Lin, Wu, Cai, Li, Barrion et Heong en 2023.
Lysiteles hongkong a été placée en synonymie par Lin en 2024.

## Publication originale
- Simon, 1886 : « Matériaux pour servir à la faune arachnologiques de l'Asie méridionale. III. Arachnides recueillis en 1884 dans la presqu'île de Malacca, par M. J. Morgan. IV. Arachnides recueillis à Collegal, district de Coimbatoore, par M. A. Theobald G. R. » Bulletin de la Société zoologique de France, vol. 10, p. 436-462 (texte intégral).